# تفاعل ازدواج متبادل

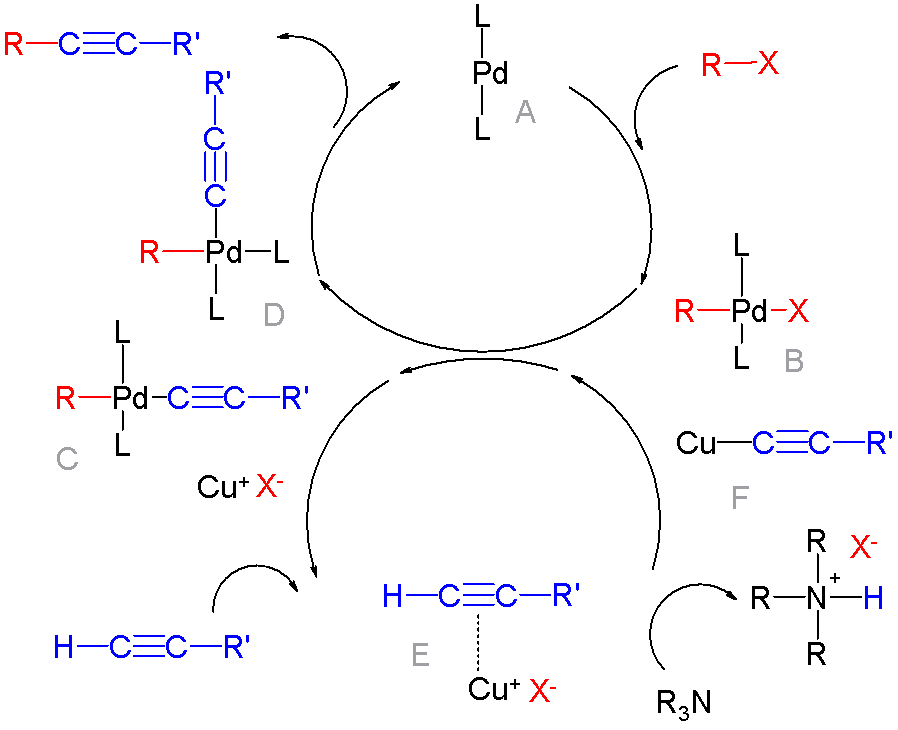
آلية اقتران سونوجاشيرا

تفاعل الازدواج المتبادل في الكيمياء العضوية هو تفاعل كيميائي من أنواع تفاعلات الازدواج يحدث فيه تبادل للربيطات، ويمكن تمثيل النمط العام لهذا التفاعل على الشكل:
R−M + R'−X   →   R−R'  +  MX
غالباً ما يحتاج لحدوث التفاعل وجود حفاز، ويستخدم في مجال الاصطناع العضوي لتشكيل لرابطة كربون-كربون.
في سنة 2010 منحت جائزة نوبل في الكيمياء للعلماء ريتشارد هيك وأي إيتشي نيجيشي وأكيرا سوزوكي لتطويرهم تفاعلات ازدواج متبادل باستخدام حفازات من البلاديوم.